# Balet pariške Opere
Balet pariške Opere (polno ime Le Ballet de l'Opéra national de Paris) je uradna baletna skupina pariške Opere.
Ansambel lahko spremljamo vse od Ludvika XIV. in Académie Royal de Danse, baletne šole, ustanovljene leta 1713. Med prvimi zvezdami sta bili Camargova in Salleova, katerima sta sledila Vestris in Noverre. Romantični baletki Taglionijeva in Elsslerjeva sta v pariški Operi debitirali v tridesetih letih 19. stoletja. Ansambel se je v sedanji dom v pariški Operi vselil leta 1875. Od leta 1983 pa do svoje smrti ga je vodil Rudolf Nurejev. V sklopu ansambla je tudi šola, katere učenci so znani kot Les Petits Rats (Male podgane).